# Grez-Doiceau
Grez-Doiceau (nld. Graven, wa. Gré) – miejscowość i gmina (commune) w środkowej Belgii, w Regionie Walońskim, w prowincji Brabancja Walońska, w okręgu Nivelles. 1 stycznia 2024 r. liczyła 14 064 mieszkańców.

## Podział administracyjny
W skład gminy wchodzą cztery dzielnice (section):
- Archennes (Eerken)
- Biez
- Bossut-Gottechain (Bossuit-Gruttekom)
- Nethen